# Martin Greenfield
Martin Greenfield (* 9. August 1928 in Pawlowo, Tschechoslowakei als Maxmilian Grünfeld; † 20. März 2024) war ein US-amerikanischer Herren-Schneidermeister mit Sitz in Brooklyn, New York City, der sich auf die Herstellung von Herrenanzügen spezialisiert hatte. Er wurde als der beste Herrenschneider in den Vereinigten Staaten beschrieben. Seine Kundenliste umfasste sechs US-Präsidenten sowie andere Politiker und Prominente. Die Firma Martin Greenfield Clothiers hat auch Herrenanzüge für die Bekleidungslinien DKNY und Rag & Bone sowie die Fernsehsendung Boardwalk Empire entworfen.
Greenfield war ein Überlebender des Holocaust. Als Jugendlicher war er im Konzentrationslager Auschwitz, wo alle seine nahen Familienangehörigen ermordet wurden.

## Frühe Jugend
Greenfield wurde am 9. August 1928 in einer jüdischen Familie im Dorf Pawlowo in der Karpatenukraine geboren. Es lag damals im äußersten Osten der Tschechoslowakei. Im Alter von 14 Jahren wurde Greenfield zusammen mit seinen Eltern, zwei Schwestern, seinem Bruder und seinen Großeltern in das Konzentrationslager Auschwitz deportiert.
Gegen Ende des Zweiten Weltkrieges wurde Greenfield zusammen mit anderen Auschwitz-Häftlingen in das Konzentrationslager Buchenwald verlegt. Im April 1945 stürmte die US-Armee das Lager und befreite die Häftlinge. Als die Soldaten das Lager durchquerten, hielt Greenfield einen jungen Rabbiner an, der als Kaplan der US-Armee diente, und fragte ihn: „Wo war Gott? “ Der Rabbi, Herschel Schacter, sagte später Greenfield, er habe diese Frage nie vergessen. Später kam General Dwight D. Eisenhower, um die Befreiung zu überwachen, und Greenfield schüttelte ihm die Hand. Auch Elie Wiesel, der später durch seine Publizistik über Konzentrationslager berühmt wurde, traf damals Greenfield.
Bald nach der Befreiung aus Buchenwald brachen Greenfield und ein anderer Jugendlicher auf, um die Frau des Bürgermeisters zu töten, die ihn vor der Befreiung geschlagen hatte, als dieser versucht hatte, Futter für Kaninchen selbst zu essen. Als sie die Frau fanden, trug sie ihr Neugeborenes, und Greenfield gab seinen Plan auf. Für ihn war es ein Moment, wo er „wieder Mensch geworden“ sei, beschrieb er es später.
Greenfield verbrachte die nächsten zwei Jahre in Europa und suchte nach direkten Verwandten, die aber alle getötet wurden; unter anderem sein Vater eine Woche vor der Befreiung, ohne dass er davon etwas erfuhr. Im Jahr 1947, im Alter von 19 Jahren, bestieg er ein Schiff in die Vereinigten Staaten und blieb bei wohlhabenden Verwandten in Baltimore. Danach zog er nach New York City, wo eine Tante von ihm lebte.

## Berufliche Karriere
1947 führte ihn ein tschechischer Einwanderer zu GGG Clothing, einem Bekleidungshersteller im Stadtteil East Williamsburg in Brooklyn, wo er als „Laufjunge“ angestellt wurde. Im Laufe des nächsten Jahrzehnts vervollkommnete er seine Schneiderkunst und seinen Ruf. Sein erster großer Kunde in den frühen 1950er Jahren war General Eisenhower, der sich auf die Präsidentschaftskandidatur vorbereitete.
1977 kaufte Greenfield GGG Clothing und benannte es in Martin Greenfield Clothiers um. Das Unternehmen wuchs bis 2010 von sechs auf 117 Mitarbeiter.
Zu den Kunden von Greenfield zählten die US-Präsidenten Eisenhower, Lyndon B. Johnson, Gerald Ford, Bill Clinton, Barack Obama und Donald Trump, General Colin Powell, Schauspieler Paul Newman, Kardinal Edward Egan, Athlet Patrick Ewing und die New Yorker Politiker Michael Bloomberg und Raymond Kelly.
Greenfield und sein Unternehmen haben als Herrenausstatter für Modelinien wie DKNY und Rag & Bone gearbeitet.
Sein Unternehmen entwarf auch die Anzüge für die HBO-Fernsehshow Boardwalk Empire aus den 1920er Jahren.

## Privatleben
Greenfield heiratete 1956 seine Frau Arlene. Sie haben zwei Söhne, Jay und Tod. Beide Söhne arbeiten bei Martin Greenfield Clothiers, Jay, sein älterer Sohn, fungiert dabei als Executive Vice President. Die persönlichen Memoiren von Martin Greenfield unter dem Titel „Measure of a Man: From Auschwitz Survivor to Presidents' Tailor“ wurden im Jahr 2014 veröffentlicht.